# 13 Pułk Strzelców Konnych (Cesarstwo Niemieckie)

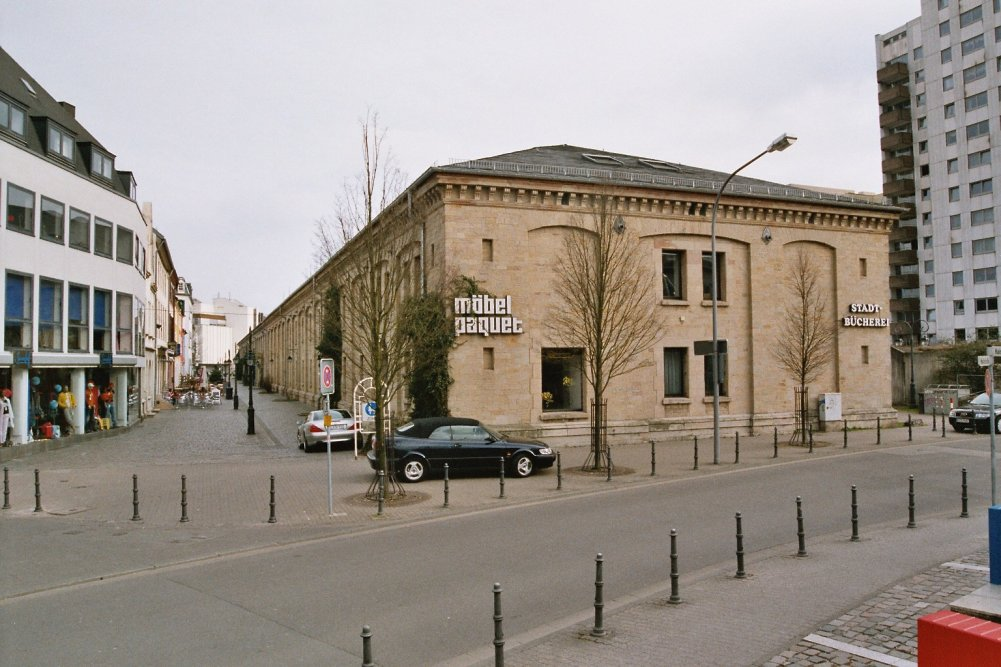
Koszary (tzw. Kaserne No. 4) w Saarlouis

13 pułk strzelców konnych (niem. Jäger-Regiment zu Pferde Nr. 13) – pułk kawalerii niemieckiej okresu Cesarstwa Niemieckiego.

## Charakterystyka
Pułk sformowany 1 października 1913. Stałym garnizonem tej jednostki była lotaryńska miejscowość Saarlouis. Oddział wchodził w skład XVI Korpusu Armijnego .

 Wiosną 1914 był w strukturze 45 Brygady Kawalerii z 34 Dywizji Piechoty.
W wyniku mobilizacji, w sierpniu 1914 pułk osiągnął gotowość bojową i w składzie 45 Brygady Kawalerii z 6 Dywizji Kawalerii został wysłany na front zachodni.

2 października 1916 oddział przeorganizowano w spieszony pułk kawalerii.

## Podporządkowanie
- XVI Korpus – Metz
  - 34 Dywizja Piechoty (34. Infanteriedivision) – Metz
    - 45 Brygada Kawalerii (45. Kavalleriebrigade) – Saarlouis
      - 13 pułk strzelców konnych – Saarlouis